# Thomas Gerber (Politiker)
Thomas Gerber (* 10. Januar 1967; heimatberechtigt in Langnau im Emmental) ist ein Schweizer Politiker (Grüne).

## Leben
Thomas Gerber absolvierte eine Lehre als Schreiner und bildete sich zum diplomierten Schreiner- und Werkmeister weiter. Er ist Mitinhaber und Geschäftsleiter der Schreinerei Amarena AG in Wohlen. Gerber ist verheiratet und lebt in Hinterkappelen.

## Politik
Gerber engagiert sich in der Gemeindepolitik von Wohlen. Er war Mitglied der Energiekommission und Vizepräsident der Baukommission und ist Mitglied der Departementskommission Gemeindebetriebe. 2017 rückte Gerber für die zurückgetretene Maria Esther Iannino Gerber in den Grossen Rat des Kantons Bern nach. Er ist seit 2018 Mitglied der Sicherheitskommission.
Er ist Präsident der Grünen Wohlen und Delegierter an der kantonalen Delegiertenversammlung der Grünen. Er ist Vorstandsmitglied der kantonalen Prüfungskommission für Gewerbliche Berufe und im Vorstand der Technischen Fachschule Bern.